# Women Painters of the World
『Women Painters of the World』は初版が出版された1905年までに活躍した著名な女性画家の概要を掲載した本であり、ウォルター・ショー・スパローが収集・編纂した。
本書の意義は「女性画家の功績は低俗なものである」との誤った主張に反証を与えることにあった。本書には200名以上の画家により描かれた300点を遥かに超える絵画が掲載されている。その大半が19世紀に生まれた画家であり、様々な国際的展示会でメダルや賞を受賞している。さらに本書は19世紀後半の女性芸術を学ぶ者にとっても有益な参考図書である。

## 本書に掲載されている女性画家

### 17世紀以前生まれの女性画家
- ボローニャのカタリナ(1413-1463)
- バルバラ・ラグノーニ（英語版）(1448–1533)
- ソフォニスバ・アングイッソラ (1532-1625)
- ディアナ・スクルトリ(ディアナ・ギージ）(1547–1612)
- ラヴィニア・フォンターナ(1552-1614)
- バルバラ・ロンギ(1552–1638)
- アルテミジア・ジェンティレスキ(1593-1652)[2]
- アンナ・マリア・ファン・シュルマン(1607-1678)
- ユディト・レイステル(1609-1660)
- メアリー・ビール(1633-1699)
- アグネーゼ・ドルチ（英語版）(1635–1686)
- マリア・ジビーラ・メーリアン(1647-1717)
- ラッヘル・ライス(1664-1750)
- エリザベッタ・シラーニ(1638-1665)
- ロザルバ・カッリエーラ(1675-1757)

### 18世紀生まれの女性画家
- マリア・ティバルティ・シュプレイラス(1707–1770)
- キャサリン・リード (1723-1778)
- ダイアナ・ボークラーク（英語版）(1734–1808) )
- アンゲリカ・カウフマン(1741-1807)
- メアリー・モーザー(1744-1819)
- エリザベス・アップトン(1746/47-1820)
- マリア・カタリーナ・プレステル (1747-1797)
- アデライド・ラビーユ＝ギアール(1749-1803)
- マーガレット・ミーン（英語版）(1751-1834)
- ロザリー・フィユール(1752-1794)
- エリザベート＝ルイーズ・ヴィジェ＝ルブラン(1755-1842)
- マリア・コズウェイ(1760-1838)
- マリー＝ガブリエル・カペ(1761-1818)
- カロリーヌ・ワトソン（英語版）(1761?–1814)
- ラヴィニア・スペンサー(1762–1831)
- マリー＝ジェヌヴィエーヴ・ブリアール(1763-1825)
- キャサリン・マリア・ファンショー（英語版）(1765–1834)
- エウラリー・モラン（英語版）(1765–1837)
- アンヌ・ミー（英語版）(1765–1851)
- ジャンヌ＝エリザベート・ショーデ(1767-1832)
- マリー＝ギエルミーヌ・ブノワ(1768-1826)
- アデル・ロマニー(1769–1846)
- マルグリット・フードン（英語版）(1771–1795)
- セザリーヌ・ダヴァン＝ミルヴォー（英語版）(1773–1844)
- コンスタンス・マイエール(1775-1821)
- アン・フランシス・バーン（英語版）(1775–1837)
- アメリア・カーラン(1775–1847)
- アメリア・ホーザム（英語版）(c.1776-1812)
- マリー＝エレオノール・ゴドフロワ(1778-1849)
- オルテンス・オードブール＝レスコー(1784-1845)
- キャロライン・ド・ヴァロリー（英語版）(1789-1875)
- マリー・エーレンリーダー(1791–1863)
- マーガレット・サラ・カーペンター(1793–1872)
- ソフィー・リュード(1797-1867)
- マリー＝アメリー・コニエ(1798–1869)

### 19世紀生まれの女性画家
- ルイーザ・ベレスフォード (ウォーターフォード侯爵夫人)（英語版）(1818–1891)
- メアリー・エリザベス・ダフィールド＝ローゼンバーグ（英語版） (1819–1914)
- ヘンリエッタ・ロナー＝クニップ(1821-1909)
- ローザ・ボヌール(1822-1899)
- ソフィー・アンダーソン(1823-1903)
- ルイーズ＝エミリー・ルルー・ジロー（英語版）(1824–1885)
- アデライード・サレス＝ワグネル(1824-1890)
- ゾエ＝ロール・ド・シャティヨン(1826-1908)
- ヘラルディーネ・ファン・デ・サンデ・バクホイゼン(1826–1895)
- デルフィーヌ・アルヌール・ド・クール＝フォルタン（英語版）(1830–1921)
- ユラニー・アルフォンシーヌ・コラン＝リブール(1831–1916)
- フェリシエ・シュナイダー（英語版）(1831–1888)
- エリサ・コッホ（英語版） (1833–1914)
- マデリーン・マラブル（英語版）(1833–1916)
- シーナ・メスダフ・ファン・ハウテン(1834-1909)
- カロリーヌ・ド・モーブー（英語版）(1836–1915)
- ユジェニー・サランソン（英語版）(1836-1912)
- マリー・ビルデルス＝ファン・ボッセ(1837-1900)
- エリザベス・ジェーン・ガードナー (1837-1922)
- メアリー・エレン・エドワーズ（英語版）(1838–1934)
- ヴィクトリア・デュブール(1840–1926)
- ジョセフィーヌ・ウーセイ(1840-1914)
- イェンナ・バウク(1840-1926)
- ベルト・モリゾ(1841-1895)
- イーディス・マルティノー(1842-1909)
- コンスタンス・フィロット（英語版）(1842-1931)
- ルイーズ・ジョプリング(1843-1933)
- メアリー・カサット(1844-1926)
- アジェール・デュボス(1844-1916)
- アンナ・リー・メリット(1844-1930)
- マリー・カザン(1844–1924)
- アニー・スウィナートン(1844-1933)
- マリアン・エマ・チェイス(1844–1905)
- ティナ・ブラウ(1845-1916)
- ルイーザ・スタール(1845-1909)
- マリー・イェンセン（英語版）(1845–1921)
- ケイト・グリーナウェイ(1846-1901)
- エリザベス・トンプソン(1846-1933)
- マリー・ニコラ(1846-1903)
- ファニー・フルーリー(1846–1923)
- ジェシー・マクレガー(1847-1919)
- ヘレン・コーデリア・エンジェル（英語版）(1847–1884)
- マリー・ダヴィッズ（英語版）(1847–1905)
- ヘレン・アリンガム(1848-1926)
- ルイーズ・キャロライン・アルバータ(1848-1939)
- エヴァ・ゴンザレス(1849–1883)
- ジュリア・ブレイスウェル・フォーカード(1849-1933)
- ジャンヌ・フィッシェル（英語版）(1849–1906)
- コーネリア・コナント（英語版）(c.1840/1850-?)
- ジェニー・オーガスタ・ブランズクーム(1850-1936)
- ブランシュ・ジェンキンス（英語版）(c.1850-1915)
- マリー・シーモア・ルーカス(1850– 1921)
- アリックス・エノー（英語版）(1850–1913)
- ロジーナ・マントヴァーニ・グッティ(1851-1943)
- テレーズ・シュヴァルツェ(1851-1918)
- メアリー・ガウ（英語版）(1851–1929)
- ローラ・テレサ・アルマ＝タデマ(1852-1909)
- ジャンヌ・ロンジェ(1852–1929)
- マリア・ヴィーク(1853-1928)
- ルイズ・アベマ (1853-1927)
- マグドレーヌ・レアル・デル・サルト(1853-1927)
- セシル・ド・ウェントワース（英語版）(1853–1933)
- モード・グッドマン(1853–1938)
- リリー・ブラザウィック（英語版）(1854–1934)
- エレーナ・アルセーヌ・ダルメステテール（英語版）(1854–1923)
- マリー・プティエット（英語版）(1854–1893)
- マリアンヌ・ストークス(1855-1927)
- セシリア・ボー (1855-1942)
- アントニア・デ・バニュエロス(1855-1921)
- スーズ・ロバートソン(1855-1922)
- エマ・エルラン(1855-1947)
- E・ド・タヴァニエ（E. de Tavernier:1855-??）
- イーヴリン・ド・モーガン(1855–1919)
- エリザベス・ストロング(1855–1941)
- ルイーズ・カトリーヌ・ブレスラウ(1856-1927)
- ドーラ・ヒッツ(1856-1924)
- ローズ・メイナール・バートン（英語版）(1856–1929)
- ジェーン・メアリー・ディーリー（英語版）(1856–1939)
- ベルト・アール(1857–1934)
- ジェニー・ジルハート(1857–1939)
- マリ・バシュキルツェフ(1858-1884)
- マーガレット・イザベル・ディックシー（英語版）(1858–1903)
- フランチェスカ・スチュワート・シンディチ（英語版）(1858–c.1929)
- エリザベス・フォーブス(1859-1912)
- オティリー・レーダーシュタイン(1859-1937)
- ヴィルジニー・ドゥモン＝ブルトン(1859-1935)
- ヘンリエッタ・レイ(1859-1928)
- アニー・メアリー・ヤングマン（英語版）(1859–1919)
- ジャクリーヌ・コメール＝パトン（英語版）(1859–1955)
- ジョゼット・ムニエ（英語版）(1859–1951)
- ブランシュ・ペイマール＝アムルー（英語版）(1860 – 1910)
- フローラ・マクドナルド・リード（英語版）(1860–1938)
- フランシーヌ・シャルドロン（英語版）(1861–1928))
- エリザベト・ウェスマエル(1861-1853)
- ディアナ・クーマン(1861–1952)
- マリア・デ・ラ・パス・デ・ボルボーン(1862-1946)
- ヘレン・シャルフベック(1862-1946)
- フレデリック・ヴァレ＝ビッソン(1862–1949)
- エルミーヌ・ウォーターノー（英語版）(1862-1916)
- ガードルード・デメイン・ハモンド(1862–1952)
- エイミー・ソーヤー(1863-1945)
- モード・アール(1863–1943)
- ヴィルマ・リヴォフ＝パルラギー(1863-1923)
- バーバラ・エリザベート・ファン・ハウテン(1863–1950)
- ファニー・ホロイド（英語版）(1863-1924)
- クリスタベル・コックレル(1864-1951)
- ベアトリス・オフォー(1864-1920)
- ユリエ・ヴォルフトルン(1864-1944）
- アリス・モード・ファナー（英語版）(1865–1930)
- オルガ・ボズナンスカ(1865-1940)
- エレナ・ブロックマン(1865-1946)
- メアリー・ランキン・スワン（英語版）(1865-1944)
- メアリー・マーガレット・キャメロン(1865-1921)
- マドレーヌ・カルパンティエ(1865–1949)
- ジュリエット・ウィッツマン(1866-1925)
- マリー・デストリー＝ダンス（英語版）(1866–1942)
- ジュリア・ベアトリス・ハウ(1867-1932)
- ケーテ・コルヴィッツ(1867-1945)
- マリー・アントワネット・マルコット(1867–1929)
- アンナ・アルマ＝タデマ（英語版）(1867–1943)
- マシュー・アブラン（フランス語版）(1867-1908)
- ルイーズ・ダンス(1867–1948)
- ジョルジュ・アシル＝フールド（1868–1951)
- ヘレン・ハイド(1868-1919)
- ケティー・ジルソール＝ホッペ(1868–1939)
- ルーシー・ケンプ＝ウェルチ（英語版）(1869–1958)
- クレマンティーヌ＝エレーヌ・デュフォー(1869-1937)
- フアナ・ロマーニ(1869-1923)
- エレン・テスレフ(1869- 1954)
- フローレンス・ホワイト (画家)（英語版）(c.1860s–1932)
- ガートルード・マクドナルド(1871-1852)
- エリナー・フォーテスキュー＝ブリックデイル(1872-1945)
- アドリーヌ・オッペンハイム・ギマール(1872–1965)
- ミニー・スマイス（英語版）(1872–1955)
- メアリー・ヤング・ハンター(1872–1947)
- アマリエ・バウアール（英語版）(1873-1916)
- エリザベート・ソンレル(1874-1953)
- ネリー・ボーデンハイム(1874-1951)
- キャサリン・キャメロン(1874-1965)
- ジェシー・マリオン・キング(1875–1949)
- アン・マクベス（英語版）(1875–1948)
- エセル・ラーコム（英語版）(1876–1940)
- リリアン・チェビオット（英語版）(c.1876-1936)
- クリスティーヌ・アンガス（英語版）(1877–1920)

### 他言語版に記事がなく詳細不明の女性画家など
- ランベール・ド・ロートシルト男爵夫人
- マダム・ボヴィ[3]
- エミリー・ハート
- マダム・レ・ロイ
- マリア・シルバ・ライス
- J. ロバートソン夫人
- シエナの修道女シスターA
- シエナの修道女シスターB
- ヴァントゥイユ夫人[4]